# Axel Gudbrand Blytt
Axel Gudbrand Blytt né le 19 mai 1843 et mort le 18 juillet 1898 à Christiania est un botaniste norvégien.

## Biographie
À partir de 1863, il travaille à l'université de Christiana comme conservateur, puis à partir de 1880 il devient professeur.
Il est le fils de Matthias Numsen Blytt (1789-1862) qui était aussi botaniste et qui a publié Flora Norges en 1861. Après sa mort en 1862, c'est Axel Blytt qui reprit le travail de son père (les volumes 2 et 3 ont été publiés en 1874 et 1876).
Aujourd'hui, il est surtout connu pour sa théorie de 1876 sur l'immigration de la flore norvégienne. Dans cette théorie, il divise la flore en six parties qui ont immigré à différentes périodes climatiques. Une grande partie de cette théorie a été réfutée par la suite, mais c'était la théorie en place lorsque Rutger Sernander développa la notion de Blytt-Sernanders ce qu'on appelle aujourd'hui la théorie de l'échange climatique.
En 1869, il est élu à l'Académie norvégienne des sciences et des lettres.
La même année, il reçoit la médaille d'or du prince héritier pour son travail sur la végétation le long du Sognefjord.
Après une visite d'étude en Allemagne de 1877 à 1878, il s'est surtout consacré à la mycologie.
Il est enterré dans la sépulture familiale à la section sud du cimetière de Notre-Sauveur (Oslo).

## Publications

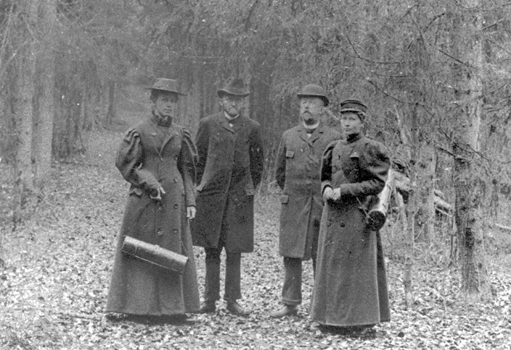
Des botanistes aux champignons à Sandviksåsen, 24. octobre 1897. À partir de la gauche.: Asta Lundell (1875-1915), le conservateur Ove Dahl (1862-1940), Axel Blytt et Thekla Resvoll. Photo : Carl Størmer (Universitetet i Oslo)

- Axel Blytt (1864). Botanisk Reise i Vallers og de tilgrænsende Egne. Johan Dahl, Christiania, 149 pages.
- A. Blytt (1869). Om Vegetationsforholdene ved Sognefjorden. Johan Dahl, Christiania, 223 pages.
- Axel Blytt (1870). Christiania Omegns Phanerogamer og Bregner med Angivelse af deres Udbredelse. Brøgger & Christie, 103 pages.
- Mathias Numsen Blytt og Axel Blytt (1876). Norges Flora. Brøgger & Christie [3 tomes, 1348 pages. M.N. Blytt écrivit le tome 1 (1861), A. Blytt les tomes 2 et 3].
- Axel Blytt (1876). Forsøg til en Theorie om Indvandringen af Norges Flora under vexlende regnfulde og tørre Tider.
- Axel Blytt (1881). Die Theorie der wechselnden kontinentalen und insularen Klimate. Leipzig
- Axel Blytt (1889). Om den sandsynlige årsag til strandliniernes forskyvning,et forsøg på en geologisk tidsregning. Jacob Dybwads forlag, 92 pages.
- Axel Blytt (1906). Handbog i Norges Flora. Cammermeyers forlag, 780 pages.

### Botaniste suédois
- Lars Levi Læstadius

### Botanistes norvégiens
- Thekla Resvoll
- Matthias Numsen Blytt
- Rolf Nordhagen
- Ove Dahl